# De red efter guld
De red efter guld (engelska: Ride the High Country) är en Westernfilm från 1962. Randolph Scott och Joel McRea spelade huvudrollerna. Det kom att bli Scotts sista filmroll. Filmbolaget Metro-Goldwyn-Mayer trodde inte på filmens potential utan lanserade den som en B-västern.
Filmen är sedan 1992 invald av Library of Congress i amerikanska National Film Registry.

## Handling
Steve Judd, en åldrad revolverman hyrs in för att transportera guld från bergen ner till staden Hornitos i Kalifornien. Till sin hjälp har han sin gamle vän och kompanjon Gil Westrum samt Gils unge medhjälpare Heck. Vad Steve inte vet är att de planerar att stjäla guldet, helst med, men i annat fall utan Steves hjälp. Efter att de övernattat hos en strängt religiös man och dennes dotter Elsa väljer även hon att slå följe med dem för att ta sig till sin blivande man Billy Hammond. Hammond visar direkt dåliga sidor och de räddar Elsa från bröllopet, men får istället Hammond och hans fyra bröder efter sig. Samtidigt blir det allt mer uppenbart för Gil att Steve sätter sin heder i att fullfölja sitt uppdrag.

## Rollista
| Randolph Scott      | – Gil Westrum    |
| Joel McCrea         | – Steve Judd     |
| Mariette Hartley    | – Elsa Knudsen   |
| Ron Starr           | – Heck Longtree  |
| Edgar Buchanan      | – Judge Tolliver |
| R.G. Armstrong      | – Joshua Knudsen |
| Jenie Jackson       | – Kate           |
| James Drury         | – Billy Hammond  |
| L.Q. Jones          | – Sylvus Hammond |
| John Anderson       | – Elder Hammond  |
| John Davis Chandler | – Jimmy Hammond  |
| Warren Oates        | – Henry Hammond  |